# Luxembourgs Grand Prix
Luxembourgs Grand Prix var et Formel 1-løb som blev arrangeret på Nürburgring i Tyskland i 1997 og 1998.
I årene mellem 1949 og 1952 blev løbet kørt i Findel i det sydlige Luxembourg.

## Vindere af Luxembourgs Grand Prix
| År          | Kører              | Konstruktør      | Bane            | Rapport         |
| ----------- | ------------------ | ---------------- | --------------- | --------------- |
| 1998        | Mika Häkkinen      | McLaren-Mercedes | Nürburgring     | Rapport         |
| 1997        | Jacques Villeneuve | Williams-Renualt | Nürburgring     | Rapport         |
| 1996 – 1953 | Ikke arrangeret    | Ikke arrangeret  | Ikke arrangeret | Ikke arrangeret |
| 1952        | Les Leston         | Cooper           | Findel          | Rapport         |
| 1951        | Alan Brown         | Cooper-Norton    | Findel          | Rapport         |
| 1950        | Alberto Ascari     | Ferrari          | Findel          | Rapport         |
| 1949        | Luigi Villoresi    | Ferrari          | Findel          | Rapport         |

Løb markeret med rosa baggrund var ikke en del af Formel 1-verdensmesterskabet.